# Maciré Sylla
Pour les articles homonymes, voir Sylla (homonymie).
Maciré Sylla est une chanteuse et danseuse guinéenne, née à Conakry en Guinée.
Auteure, compositrice et interprète, elle chante principalement en Soussou sur des musiques aux influences Mandingues, Afropop, Funk. 
Elle a cinq albums à son actif dont trois portent le nom de ses filles. 
Il s'est vendu 200 000 K7 en Guinée de son premier album "Mariama", ce qui lui a valu prix de la meilleure chanteuse guinéenne en 1998.
Sa chanson "Perenperen", extraite de l'album "Massa", a été reprise dans la compilation Putumayo "African Party" (2008) et la compilation polonaise "Black Magic Woman" (2012).

## Discographie
- Mariama (1996, Djembé Faré/Misslin)
- Maya Irafama (2001, Djembé-Faré/Trace)- clip "L'Amour Est Sorcier"
- Sarefi (2004, Ethnomad/Arion)
- Massa (2005, Djembé-Faré/Nocturne)
- Talitha (2011 Djembé-Faré/Zebralution/Disques Office) - clips "Frediyo" (2012) et "Tiama" (2012)